# رابرت کرمن
رابرت کرمن (انگلیسی: Robert Kerman؛ زادهٔ ۱۶ دسامبر ۱۹۴۷ - درگذشته ۲۷ دسامبر ۲۰۱۸) یک هنرپیشه اهل ایالات متحده آمریکا بود.
از فیلم‌ها یا برنامه‌های تلویزیونی که وی در آن نقش داشته‌است می‌توان به دبی به دلاس می‌رود، کانیبال هولوکاست اشاره کرد.